# 17-та піхотна дивізія (Третій Рейх)
17-та піхотна дивізія (нім. 17. Infanterie-Division) — піхотна дивізія Вермахту за часів Другої світової війни.

## Історія
17-та піхотна дивізія була створена 1 жовтня 1934 в Нюрнбурзі в 7-му військовому окрузі (нім. Wehrkreis VII).

## Райони бойових дій
- Німеччина (жовтень 1934 — вересень 1939);
- Польща (вересень 1939);
- Німеччина (жовтень 1939 — травень 1940);
- Люксембург та Франція (травень 1940 — травень 1941);
- Генеральна губернія (травень — червень 1941);
- СРСР (центральний напрямок) (червень 1941 — червень 1942);
- Франція (червень 1942 — квітень 1943);
- СРСР (південний напрямок) (квітень 1943 — липень 1944);
- Румунія (липень — серпень 1944);
- Польща та Німеччина (серпень 1944 — травень 1945).

## Командування

### Командири
- генерал-майор Ойген Ріттер фон Шоберт (нім. Eugen Ritter von Schobert; 15 жовтня 1935 — 1 березня 1936);
- генерал-лейтенант Курт Гаазе (нім. Curt Haase; 1 березня 1936 — 1 жовтня 1937);
- генерал-лейтенант Еріх Фрідерікі (нім. Erich Friderici; 12 жовтня 1937 — 1 квітня 1939);
- генерал-лейтенант Герберт Лох (нім. Herbert Loch; 1 квітня 1939 — 27 жовтня 1941);
- генерал-майор Ернст Гюнцель (нім. Ernst Güntzel; 27 жовтня — 25 грудня 1941);
- генерал-майор/генерал-лейтенант Густав-Адольф фон Цанген (нім. Gustav-Adolf von Zangen; 25 грудня 1941 — 1 квітня 1943);
- оберст/генерал-майор Ріхард Ціммер (нім. Richard Zimmer; 1 квітня — 17 вересня 1943);
- генерал-майор Курт Крузе (нім. Kurt Kruse; 17 вересня — 11 листопада 1943);
- оберст Отто-Герман Брюккер (нім. Otto-Hermann Brücker; лютий — 15 березня 1944), ТВО;
- оберст Георг Гаус (нім. Georg Haus; 15 березня — 16 квітня 1944);
- оберст Отто-Герман Брюккер (16 квітня — травень 1944), ТВО;
- генерал-лейтенант Ріхард Ціммер (травень — 4 вересня 1944);
- генерал-майор Макс Заксенгаймер (нім. Max Sachsenheimer; 4 вересня 1944 — 8 травня 1945).

## Нагороджені дивізії
Нагороджені дивізії
Нагороджені Сертифікатом Пошани Головнокомандувача Сухопутних військ для військових формувань Вермахту (1)
- 10 вересня 1941 — 21-й піхотний полк за дії 12 серпня 1941 (№ 290).

|  | Кавалери Нагрудного знаку ближнього бою в золоті                                                         | 1                                                                                              |
|  | Кавалери Золотого Німецького Хреста                                                                      | 50                                                                                             |
|  | Кавалери Лицарського хреста Залізного хреста з Дубовим листям та Мечами                                  | 1 (№ 132 генерал-майор Макс Заксенгаймер — 06.02.1945)                                         |
|  | Кавалери Лицарського хреста Залізного хреста з Дубовим листям                                            | 2 (№ 60 оберст Карл Вільгельм Шпехт — 16.01.1942 № 347 гауптман Вальтер Ельфляйн — 05.12.1943) |
|  | Кавалери Лицарського хреста Залізного хреста                                                             | 19                                                                                             |
|  | Кавалери Почесної Відзнаки Сухопутних військ «Почесна пряжка на орденську стрічку для Сухопутних військ» | 7                                                                                              |

- Нагороджені Сертифікатом Пошани Головнокомандувача Сухопутних військ (2)